# Ypsilon Cygni
Ypsilon Cygni, (υ Cygni, förkortat Ypsilon Cyg, υ Cyg), som är stjärnans Bayer-beteckning, är en ensam stjärna i den mellersta delen av stjärnbilden Svanen. Den har en genomsnittlig skenbar magnitud på +4,43 och är synlig för blotta ögat där ljusföroreningar ej förekommer. Baserat på parallaxmätningar i Hipparcos-uppdraget på ca 5,1 mas beräknas den befinna sig på ca 640 ljusårs (200 parsek) avstånd från solen.

## Egenskaper
Ypsilon Cygni är en blå till vit stjärna i huvudserien av spektralklass B2 Vne, där e-suffixet anger att den är en Be-stjärna, vilket betyder att den är en snabbt roterande stjärna omgiven av en cirkulär gasskiva. Den har en hög projicerad rotationshastighet på ca 230 km/s, vilken orsakar det suddiga utseendet hos dess spektrallinjer som anges av n-suffixet. Gasskivans emissionsregion har en radie av 0,20 ± 0,04 AE. Stjärnan har en massa som är drygt 9 gånger solens massa, en radie som är ca 4,7 gånger större än solens och utsänder ca 7 300 gånger mera energi än solen från dess fotosfär vid en effektiv temperatur på ca 22 000 K. Den snabba rotationen ger stjärnan en något tillplattad form med en ekvatorialradie som är 18 procent större än polarradien.
Ypsilon Cygni, eller 66 Cygni, är en eruptiv variabel av Gamma Cassiopeiae-typ (GCAS). Den varierar i skenbar magnitud 4,14 - 4,50. Stjärnans variationer i ljusstyrka, inklusive kortvariga icke-radiella pulsationer med perioder av 2,95 och 2,6 per dag uppträder tillsammans med slumpmässiga utbrott som uppstår en gång per några år. De senare kan vara kopplade till perioder med massförlust.
Det finns misstanke om att Ypsilon Cygni är en spektroskopisk dubbelstjärna, men ingen följeslagare har kunnat observeras via speckleinterferometri. Mätvariationer i radiell hastighet kan orsakas av en följeslagare med en omloppstid på ca 11,4 år.